# Gust Avrakotos
Gustav Lascaris Avrakotos (14 de Janeiro de 1938 - 1 de Dezembro de 2005) foi um oficial de casos (agente secreto) americano e chefe da Força Tarefa Afegã da Agência Central de Inteligência (CIA). Avrakotos ingressou na CIA em agosto de 1962 e foi enviado para a Grécia em 1963. Após o golpe de estado grego de 1967 e o estabelecimento de uma junta militar de extrema direita, Avrakotos tornou-se o principal ponto de ligação entre a CIA e o regime grego. 
Ele trabalhou de perto com o regime grego até retornar a um posto nos EUA em 1978. Ele trabalhou para a CIA nos EUA até o final de 1982, quando encontrou um cargo no gabinete do Oriente Médio da CIA, que incluía a supervisão do trabalho da agência no Afeganistão. 
No ano seguinte, tornou-se chefe interino do Grupo de Operações do Sul da Ásia, que incluiu o envolvimento na Operação Ciclone, o programa da CIA para armar e financiar os mujahideen afegãos em sua guerra contra os soviéticos. Ele adquiriu armas e munições de várias fontes e trabalhou com o representante do Texas, Charlie Wilson, para construir uma coalizão de apoiadores internacionais para financiar, armar e treinar os mujahidin. 
Ele deixou a CIA em 1989 depois de ter sido transferido para a Divisão da África da CIA, uma posição de relativa obscuridade dentro da organização, depois de escrever um memorando se opondo ao envolvimento da CIA no Caso Irã-Contras. Depois de trabalhar para a empresa de defesa "TRW Inc." e depois para a News Corporation, ele retornou à CIA como contratado entre 1997 e 2003. 
Avrakotos era pouco conhecido do público até 2003, quando o jornalista George Crile publicou Charlie Wilson's War: The Extraordinary Story of the Largest Covert Operation in History, uma história do envolvimento dos EUA na guerra soviético-afegã. O livro foi a base do filme Charlie Wilson's War, lançado em 2007 (Jogos do Poder), no qual Avrakotos é interpretado por Philip Seymour Hoffman. 

## Vida pregressa
Gust Avrakotos nasceu em 14 de janeiro de 1938 em Aliquippa, Pensilvânia, filho de Oscar, um fabricante de refrigerantes greco-americano da ilha de Lemnos, e sua esposa Zafira. O casal também teve uma filha. Gust se formou orador da Escola de  Aliquippa em 1955 e frequentou a faculdade no Carnegie Instituto de Tecnologia (CIT); ele trabalhou brevemente na Siderúrgica Jones and Laughlin em Aliquippa para ganhar dinheiro para seus estudos, mas deixou o os estudos depois de dois anos por problemas financeiros na família.   
Depois de trabalhar vendendo cerveja e cigarros para bares frequentados por imigrantes da Europa Oriental e Central, Avrakotos terminou de pagar as dívidas da família em 1959. Ele voltou para a faculdade na Universidade de Pittsburgh e se formou summa cum laude. (com distinção) Ele foi entrevistado para um cargo na IBM quando um de seus professores, Richard Cottam – que também trabalhou na CIA – sugeriu que ele se encontrasse com um entrevistador da Agência Central de Inteligência (CIA). Embora o salário fosse apenas um terço que ele poderia ganhar na IBM, Avrakotos ingressou na CIA em 1º de agosto de 1962.  

## Trabalho na Central de Inteligência - CIA
Avrakotos inicialmente se sentiu como um estranho na CIA. A organização dependia fortemente de funcionários de universidades da Ivy League e a origens de classe trabalhadora de Avrakotos que o tornavam um funcionário de origens socialmente diversas dos demais. Mais tarde, ele disse: "Quase todo mundo era de sangue azul na CIA em 1961 quando eu entrei. Eles estavam apenas começando a deixar os judeus subirem naquele ano. Mas ainda não havia negros, hispânicos ou mulheres - apenas alguns gregos e poloneses simbólicos."  Embora tenha desenvolvido amizade com alguns dos oficiais bem-nascidos da organização, "ele passou a detestar um certo tipo de sangue azul com uma raiva que beirava o ódio de classe", segundo o jornalista George Crile.  Ao longo de seu tempo na CIA, sua abordagem contundente e uso de obscenidades no discurso do dia-a-dia irritaram muitos de seus superiores. 

### Atuação na Grécia

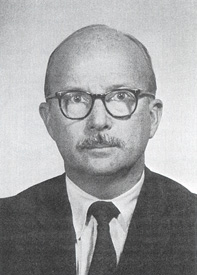
Richard Welch, o chefe da estação da CIA em Atenas, que foi assassinado em dezembro de 1975

Após extenso treinamento para trabalho de campo, Avrakotos foi enviado para a Grécia em 1963. Ele passou algum tempo construindo relacionamentos na sociedade grega, inclusive dentro das forças armadas. Após o golpe de estado grego de 1967 e o estabelecimento de uma junta militar de extrema direita, Avrakotos tornou-se o principal ponto de ligação entre a CIA e o regime.  Ele construiu conexões com importantes membros do governo grego, Crile escreveu: 
todos começaram a vida como camponeses antes de ingressar no exército e sentiam uma afinidade com esse carismático americano da classe trabalhadora cujos pais vieram de Lemnos. Eles podiam falar grego com ele. Ele bebia e se divertia com eles, e eles sabiam do fundo do coração que ele compartilhava seu feroz anticomunismo. 
Avrakotos almoçava regularmente com os coronéis e socializava com eles à noite e nos fins de semana. Ele também forneceu conselhos sancionados oficialmente e sugestões mais práticas que não têm apoio oficial: quando Andreas Papandreou, o ex-primeiro-ministro da Grécia, foi encarcerado, Avrakotos lhes deu a mensagem oficial de que Papandreou deveria ser autorizado a deixar o país para os EUA , e também os aconselhou extraoficialmente a "atirar no desgraçado porque ele vai voltar para assombrá-lo". 
Em dezembro de 1975, o chefe da estação da CIA em Atenas – e superior de Avrakotos – Richard Welch, foi morto a tiros em sua porta por três membros do Grupo 17 de Novembro, uma organização terrorista de guerrilha urbana de extrema esquerda após seu disfarce como membro do a CIA foi divulgada . Dois meses depois, o disfarce de Avrakotos também foi descoberto, e ele foi ridicularizado pela imprensa radical grega; com a publicidade, sua vida também ficou ameaçada. Vários de seus amigos do regime foram assassinados e Avrakotos aumentou seu trabalho de campo para garantir se tornasse um alvo em potencial  Sua atuação na Grécia terminou em 1978.

### Retorno aos Estados Unidos
Em seu retorno aos EUA, Avrakotos foi enviado para Boston, onde deveria recrutar empresários estrangeiros visitantes – algo em que ele se destacava, de acordo com Crile. Dois dos empresários iranianos que ele recrutou forneceram informações em tempo real à CIA sobre mudanças de segurança na Embaixada dos Estados Unidos em Teerã durante a Operação Garra de Águia. 
Com a invasão do Afeganistão pela União Soviética em dezembro de 1979, Avrakotos viu uma oportunidade para a guerra se tornar a versão soviética da Guerra do Vietnã dos Estados Unidos. Ele fez seu assistente, John Terjelian, escrever um relatório descrevendo a possibilidade de tal resultado. Depois de três anos trabalhando em Boston, ele foi transferido para a sede da agência em Langley, Virgínia, de onde foi enviado para várias missões. Alguns membros da equipe lhe deram o apelido de "Dr. Sujo" porque as missões que ele empreenderia eram delicadas e difíceis. Ele estava preocupado por ter sido classificado na posição de um oficial que realiza um trabalho tão sujo e ficou encantado por ser designado como chefe de estação em Helsinque, Finlândia. Ele fez um curso de língua finlandesa em preparação para seu cargo, mas antes que pudesse ser destacado, uma mudança na hierarquia da CIA levou ao cancelamento de sua estadia lá porque Avrakotos foi considerado muito pouco educado.
Em setembro de 1981, ele foi informado dessa decisão por William Graver, chefe da Divisão Européia. Avrakotos ofendeu seu superior e saiu da reunião. Quando mais tarde chamado ao escritório de Graver para se desculpar, Avrakotos repetiu o insulto e novamente saiu. Para evitar demissão ou censura, Avrakotos pediu a um amigo da divisão latino-americana que lhe arranjasse um emprego, ainda trabalhando em Langley, e evitou todas as áreas do prédio onde poderia encontrar algum dos superiores que teriam iniciado um processo disciplinar.

### Trabalhar com o Grupo de Operações do Sul da Ásia

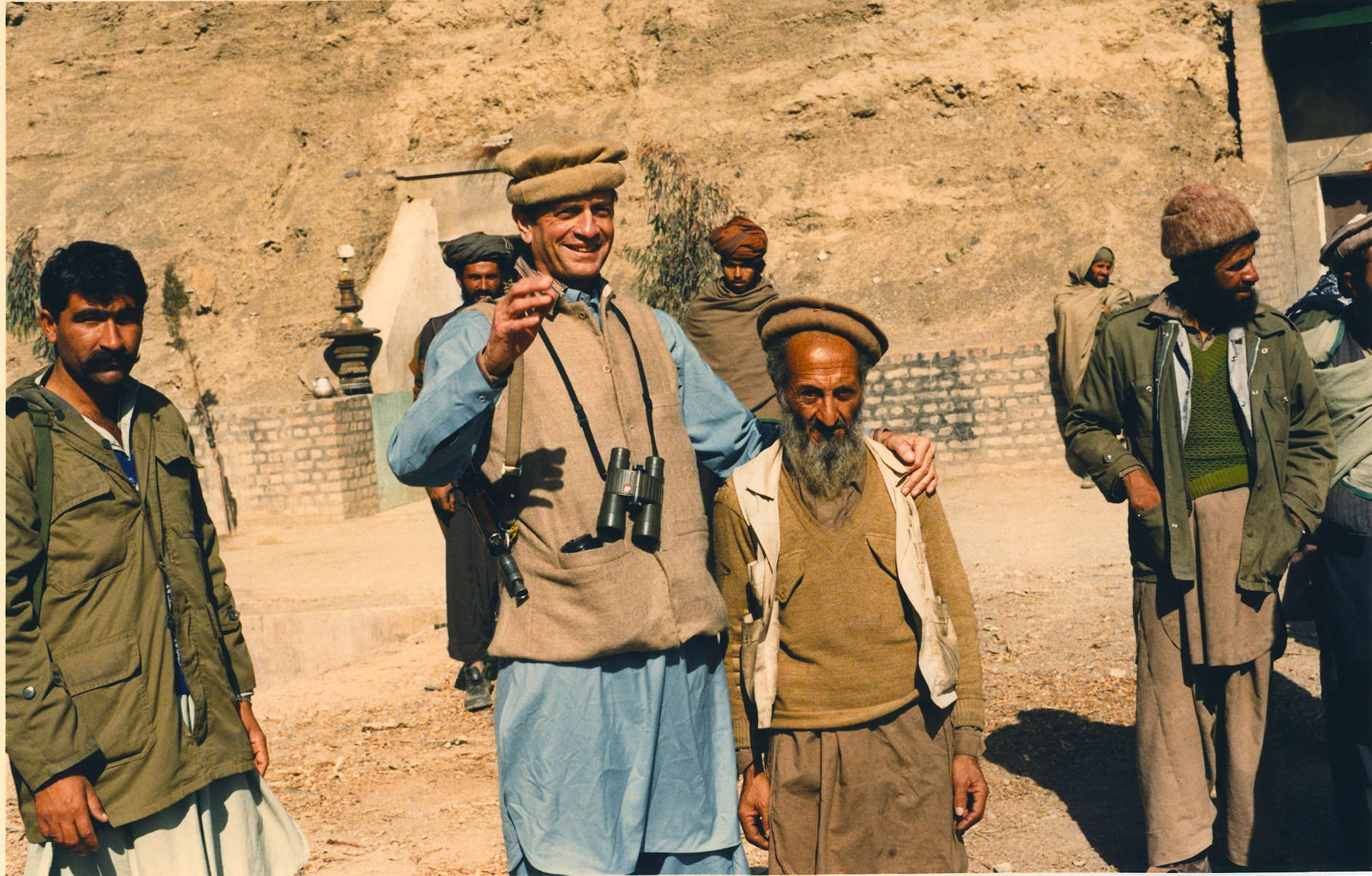
Charlie Wilson meeting with a member of the mujahideen while visiting Afghanistan

A posição na divisão latino-americana era apenas temporária e, no final de 1982, Avrakotos logo encontrou uma posição no gabinete do Oriente Médio na agência, que incluía a supervisão do trabalho da CIA no Afeganistão, incluindo o envolvimento na Operação Ciclone, o programa da CIA para armar e financiar os mujahidin afegãos. Em 1983, foi nomeado chefe interino do Grupo de Operações do Sul da Ásia.
Seu trabalho inicial no grupo envolveu o fornecimento de armas e munições para os mujahidin, inicialmente .303 cartuchos para os 100.000 rifles do tipo Lee-Enfield da Primeira Guerra Mundial.  Ele viajou para o Egito para obter bicicletas e carrinhos de mão que foram transformados em bombas e comprou rifles de precisão; embora fosse ilegal para ele, como membro da CIA, vendê-los a estrangeiros, ele os reclassificou como "dispositivos defensivos individuais, dispositivos de visão noturna de longo alcance com escopos". Ele também aconselhou os instrutores das Forças Especiais dos EUA que treinavam os mujahideen a usar métodos de guerra irregulares contra os soviéticos, dizendo aos treinadores: "Ensinem os mujahideen a matar: bombas caseiras, carros-bomba. Mas nunca me diga como você está fazendo isso. por escrito. Basta fazê-lo." 
Em 1983, o financiamento do Congresso para a CIA para uso no Afeganistão era de US$ 15 milhões. Naquele ano, o representante do Texas, Charlie Wilson, persuadiu o Comitê de Apropriações a fornecer US$ 40 milhões adicionais para a atividade da CIA no país; US$ 17 milhões foram destinados especificamente para armas anti-helicóptero. No início de 1984, Avrakotos se encontrou com Charlie Wilson e – contra os regulamentos da CIA – pediu mais US$ 50 milhões para ajudar os mujahideen. Wilson garantiu que o dinheiro fosse disponibilizado..

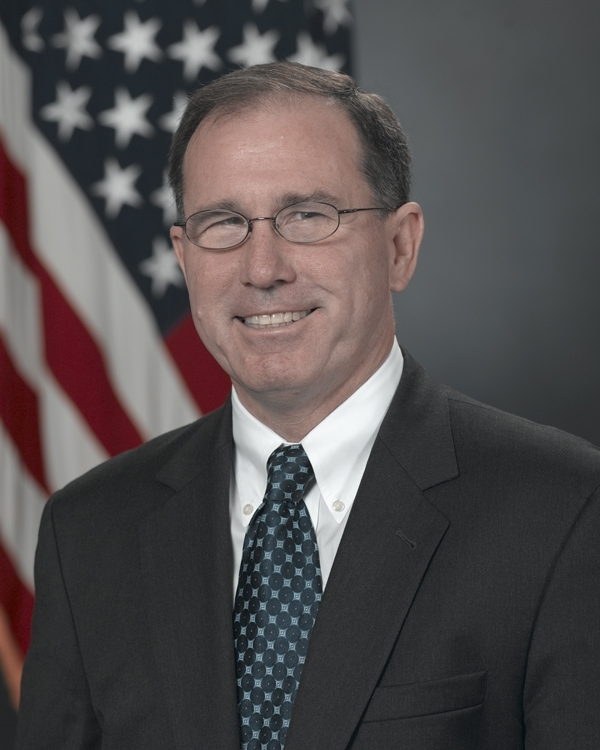
Michael G. Vickers, em 2008

Por volta de 1984, Avrakotos nomeou Michael G. Vickers do grupo paramilitar da CIA para a Operação Ciclone para renovar a estratégia para os mujahidien  Vickers exortou-os a abandonar os fuzis velhos Lee-Enfield em favor de uma mistura de armas como as metralhadoras pesadas AK-47 e 14,5 mm, e introduzir novas táticas, treinamento e logística. O financiamento para a Operação Ciclone aumentou ano a ano e, em 1985, US$ 250 milhões foram fornecidos à CIA. Este montante foi metade do seu orçamento operacional Naquele ano, a operação recebeu um grande impulso, depois que um programa da Marinha de US$ 300 milhões foi cancelado e os fundos foram transferidos para a operação da CIA. 
Desde o final da década de 1970, a CIA enviava as armas para os mujahidin através da Inteligência Inter-Serviços do Paquistão.  Durante a década de 1980, Avrakotos ajudou Wilson a persuadir autoridades do Egito, Israel e Arábia Saudita a aumentar o apoio e o financiamento para a operação; os sauditas se comprometeram a igualar secretamente todos os gastos da CIA contra os mujahideen. Nações como o Reino Unido, Egito, China e Israel forneceram armas para combater os soviéticos. Crile observa que a situação internacional era única: o Paquistão forneceu instalações de treinamento, armas e assessores; A Arábia Saudita e os EUA forneceram centenas de milhões de dólares, o Reino Unido, Egito, China e Israel forneceram armas; apoio de diferentes tipos veio de vários países muçulmanos e os serviços de inteligência do Reino Unido, França, Canadá, Alemanha, Cingapura e outros deram apoio.
Em 1986, Avrakotos estava preocupado com um plano do tenente-coronel Oliver North, membro da equipe do Conselho de Segurança Nacional para trocar armas em troca de reféns – o caso Irã-Contras.  Avrakotos considerava que Oliver North era parte de uma "grupo lunático" seguindo uma agenda imprudente que daria errado para a CIA. Ele escreveu um memorando para a administração da CIA, descrevendo suas preocupações sobre as atividades de North e questionando a legalidade e moralidade das ações da organização, mas como Irã-Contra tinha apoio presidencial, sua intervenção foi considerada indesejada e Avrakotos foi transferido para a Divisão da África da CIA. 

### Divisão africana
Avrakotos estava prestes a se casar com um colega da CIA; seu filho do primeiro casamento também era membro da CIA. Avrakotos percebeu que se ele fizesse um barulho sobre suas ações, ambos poderiam sofrer profissionalmente.  Ele permaneceu num gabinete da CIA na África – uma posição de relativa obscura dentro da organização – até 1989, quando deixou a CIA.  

## Depois da CIA
Avrakotos trabalhou para a empreiteira de defesa "TRW Inc." em Roma, e depois para a News Corporation, trabalhando em Roma e em McLean, na Virgínia; ele começou um boletim informativo de inteligência de negócios na empresa. Entre 1997 e 2003, ele retornou à CIA como contratado . Avrakotos morreu de derrame em 1 de dezembro de 2005 no Hospital Inova Fairfax, no norte da Virgínia. Ele foi enterrado na Igreja Ortodoxa Grega de Sta. Catarina, em Falls Church, Virginia  em 6 de dezembro de 2005. 

## Vida e honrarias
Avrakotos foi casado duas vezes. O primeiro casamento, com Judy, terminou em divórcio antes de 1978. O segundo, comClaudette – que também trabalhava na CIA – durou 19 anos, desde o casamento em 1986 até a morte dele. Ele e Judy tiveram um filho, Gregory.  Em 1988, Avrakotos recebeu a Medalha de Mérito de Inteligência  e, em 2015, um projeto de lei foi apresentado ao Congresso para conceder-lhe a Medalha de Ouro do Congresso . Muitos dos que conheceram Avrakotos de forma não profissional não sabiam de seu trabalho na CIA, particularmente no que diz respeito ao Afeganistão. Isso mudou em 2003, quando Criles publicou "Charlie Wilson's War: The Extraordinary Story of the Largest Covert Operation in History" (Guerra de Charlie Wilson: a história extraordinária da maior operação secreta da história), sua história da Operação Ciclone, que o fez famoso. O ator e produtor Tom Hanks comprou os direitos do livro, que serviu de base para o filme Charlie Wilson's War(Jogos do Poder) lançado em 2007, no qual Avrakotos é interpretado por Philip Seymour Hoffman.  

### Literatura
- Adams, Jefferson (2014). Strategic Intelligence in the Cold War and Beyond. Abingdon, Oxon: Routledge. ISBN 978-1-3176-3769-1.

- Crile, George (2003). Charlie Wilson's War: The Extraordinary Story of the Largest Covert Operation in History. New York: Grove Press. ISBN 978-0-8021-4124-8.

- Davis, Mike (2007). Buda's Wagon: A Brief History of the Car Bomb. London: Verso. ISBN 978-1-8446-7132-8.

- Ewans, Martin (2005). Conflict in Afghanistan: Studies in Asymmetric Warfare. Abingdon, Oxon: Routledge. ISBN 978-0-4153-4160-8.

- Johnson, Chalmers (2008). Nemesis: The Last Days of the American Republic. New York: Henry Holt & Co. ISBN 978-0-8050-8728-4.

- Krishnan, Armin (2018). Why Paramilitary Operations Fail. New York: Palgrave Macmillan. doi:10.1007/978-3-319-71631-2. ISBN 978-3-319-71630-5.

- Prados, John (2007). Safe for Democracy. Chicago, Il: Ivan R. Dee. ISBN 978-1-5666-3574-5.

### Notícias
- "Coups Inside NATO: A Disturbing History". Yerepouni Daily News. July 28, 2016. p. 12.

- "Gust Avrakotos". Florida Today. December 6, 2005. p. 6.

- "Gust Avrakotos". The State. December 26, 2005. p. 5.

- Labbe, J. R. (September 7, 2008). "Charlie Wilson: Guns Ammo and Mules Defeat the Red Army". Fort Worth Star-Telegram. p. D.1.

- Sullivan, Patricia (December 25, 2005). "CIA agent Gust L. Avrakotos dies at age 67". Washington Post. p. C08. Retrieved September 16, 2018.

- Tady, Scott (December 19, 2007). "CIA agent and Aliquippa native helped down the Soviets". Beaver County Times. Archived from the original on April 26, 2009. Retrieved December 23, 2007.